# Mercy (canción de Shawn Mendes)
«Mercy» (en español: «Misericordia») es una canción del cantante y compositor canadiense Shawn Mendes. Fue coescrita por Mendes con Ilsey Juber, Danny Parker y Teddy Geiger, este último a cargo de la producción con Jake Gosling. Fue lanzada el 18 de agosto de 2016, a través de Island Records como el tercer sencillo promocional, y más tarde como el segundo sencillo el 18 de octubre de 2016, de su segundo álbum de estudio, Illuminate (2016).

## Vídeo musical
El 21 de septiembre de 2016, fue lanzado un video musical dirigido por Jay Martin, fue subido a plataformas digitales. Cuenta con Mendes cantando, él ahogándose en un coche cerrado en el océano y él realizando la canción con instrumentos.

## Presentaciones en vivo
Mendes interpretó la canción por primera vez en The Tonight Show Starring Jimmy Fallon el 22 de septiembre de 2016, respaldado por tambores de mazo, guitarra eléctrica, bajo y piano. El cantante más tarde interpretó la canción en Today el 23 de septiembre, en The Late Late Show with James Corden el 28 de septiembre, en The X Factor UK el 23 de octubre y en The X Factor Australia el 31 de octubre.

## Posicionamiento en listas

### Semanales
| Alemania        | Official German Charts  | 16  |
| Australia       | ARIA Top 100 Singles    | 13  |
| Austria         | Ö3 Austria Top 40       | 8   |
| Bélgica (Fl)    | Ultratop                | 24  |
| Bélgica (W)     | Ultratop                | 19  |
| Canadá          | Canadian Hot 100        | 23  |
| Dinamarca       | Tracklisten             | 7   |
| Escocia         | Scottish Singles Chart  | 8   |
| Eslovaquia      | Singles Digital Top 100 | 18  |
| Estados Unidos  | Billboard Hot 100       | 15  |
| Estados Unidos  | Pop Songs               | 6   |
| Estados Unidos  | Adult Pop Songs         | 6   |
| Francia         | SNEP                    | 168 |
| Hungría         | Single Top 40           | 22  |
| Irlanda         | IRMA                    | 17  |
| Italia          | FIMI                    | 17  |
| Noruega         | VG-lista                | 16  |
| Nueva Zelanda   | NZ Top 40 Singles Chart | 18  |
| Países Bajos    | Dutch Top 40            | 6   |
| Polonia         | Polish Airplay Top 100  | 71  |
| Portugal        | AFP                     | 3   |
| Reino Unido     | UK Singles Chart        | 15  |
| República Checa | Singles Digitál Top 100 | 15  |
| Suecia          | Sverigetopplistan       | 20  |
| Suiza           | Schweizer Hitparade     | 4   |

### Anuales
| País         | Lista (2016)           | Posición |
| ------------ | ---------------------- | -------- |
| Alemania     | Official German Charts | 93       |
| Australia    | ARIA Top 100 Singles   | 70       |
| Dinamarca    | Tracklisten            | 69       |
| Países Bajos | Dutch Top 40           | 71       |

### Certificaciones
| País           | Organismo certificador | Certificación | Ventas certificadas | Ref.   |
| -------------- | ---------------------- | ------------- | ------------------- | ------ |
| Alemania       | BVMI                   | Platino       | 400 000             | [ 33 ] |
| Australia      | ARIA                   | 2× Platino    | 140 000             | [ 34 ] |
| Bélgica        | BEA                    | Platino       | 20 000              | [ 35 ] |
| Brasil         | ABPD                   | 2x Platino    | 120 000             | [ 36 ] |
| Dinamarca      | IFPI — Dinamarca       | Platino       | 30 000              | [ 37 ] |
| México         | AMPROFON               | Platino       | 60 000              | [ 38 ] |
| España         | PROMUSICAE             | Oro           | 20 000              | [ 39 ] |
| Estados Unidos | RIAA                   | 5× Platino    | 5 000 000           | [ 40 ] |
| Francia        | SNEP                   | Platino       | 150 000             | [ 41 ] |
| Italia         | FIMI                   | 3× Platino    | 150 000             | [ 42 ] |
| Noruega        | IFPI — Noruega         | 2× Platino    | 20 000              | [ 43 ] |
| Nueva Zelanda  | RMNZ                   | Oro           | 15 000              | [ 44 ] |
| Polonia        | ZPAV                   | Oro           | 10 000              | [ 45 ] |
| Reino Unido    | BPI                    | Platino       | 600 000             | [ 46 ] |
| Suecia         | IFPI — Suecia          | 3× Platino    | 120 000             | [ 47 ] |

## Premios y nominaciones
| Año  | Premiación                          | Categoría       | Resultado | Ref.   |
| ---- | ----------------------------------- | --------------- | --------- | ------ |
| 2017 | iHeartRadio Much Music Video Awards | Vídeo del Año   | Nominado  | [ 48 ] |
| 2017 | iHeartRadio Much Music Video Awards | Mejor Vídeo Pop | Ganador   | [ 48 ] |